# Sopdu
Sopdu, còn gọi là Soped hay Sopedu, là vị thần cai quản vùng đất phía đông trong tôn giáo Ai Cập cổ đại. Là con của cặp thần tinh tú Sopdet và Sahu, Sopdu cũng là một vị thần bầu trời. Ở khía cạnh này, Sopdu được hợp nhất với thần Horus.

## Thần thoại

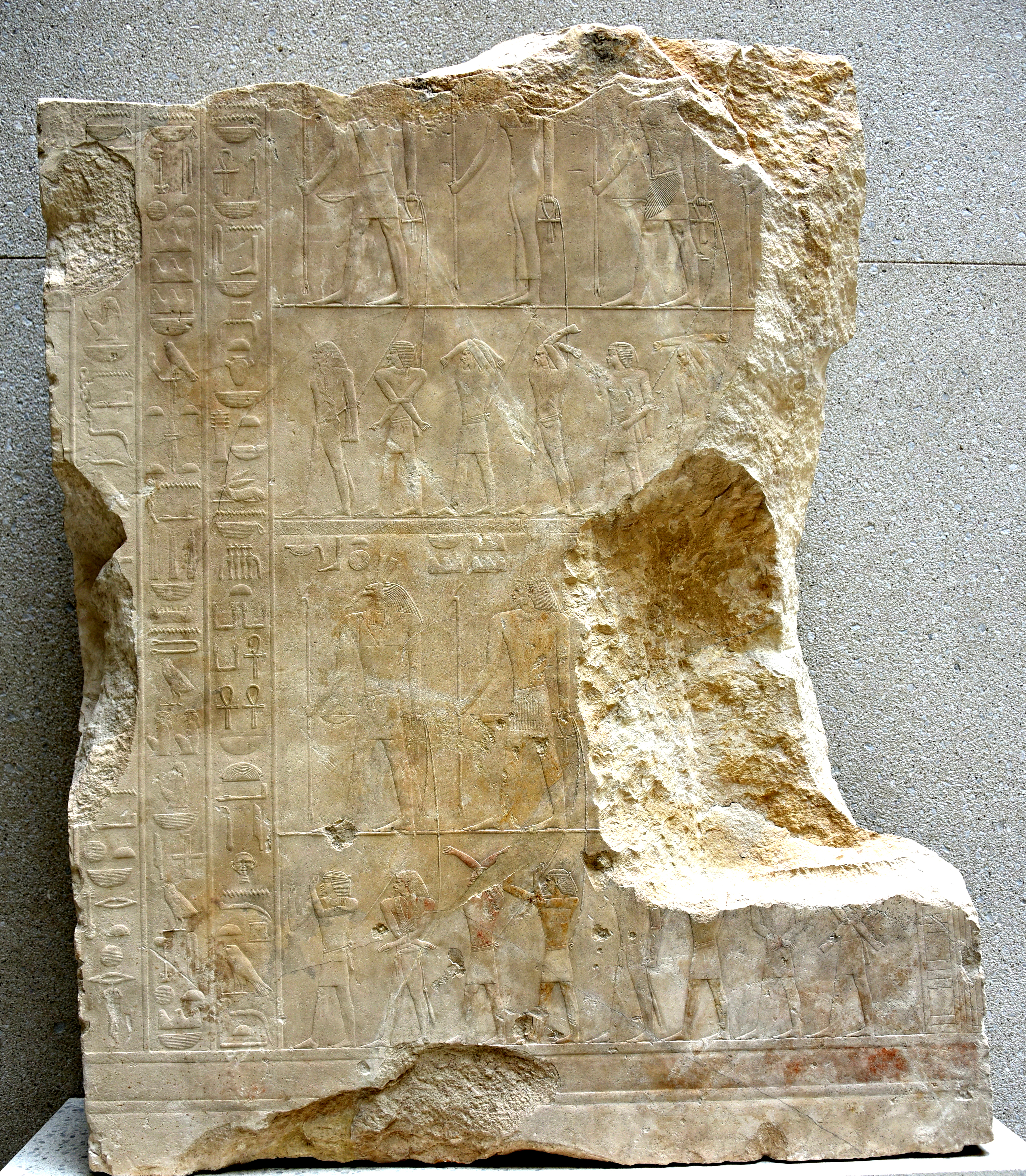
Seth và Sopdu (giữa) bắt giữ tù binh Libya, Nubia và Tây Á (trên và dưới). Phù điêu từ mảnh tường vỡ tại Kim tự tháp Sahure (Bảo tàng Neues)

Trong Văn khắc Kim tự tháp (thời kỳ cuối Cổ Vương quốc), lời khấn văn thứ 366 có đề cập đến sự giao hợp giữa Osiris và Isis như sau:
Hỡi Osiris (...) Người chị/em gái của ngài, Isis, đã đến bên ngài, hân hoan vì tình yêu của ngài. Ngài đã đặt phu nhân lên dương vật mình, và tinh dịch từ ngài tuôn trào vào phu nhân – người đã sẵn sàng như Sopdet – và Horus-Sopdu đã sinh ra từ ngài, như thể Horus sống trong Sopdet.
Thần thoại Ai Cập thường hợp nhất Sopdet (hiện thân sao Thiên Lang) và Sahu (hiện thân sao Lão Nhân hoặc Lạp Hộ) với Isis và Osiris, do đó Sopdu cũng được xem là một khía cạnh của Horus. Vì là một hiện thân của Horus, Sopdu cũng có thể xuất hiện dưới dạng chim ưng thần đang co mình. Bên cạnh đó, ông thường hiện thân là một chiến binh đầy râu đeo thắt lưng shesmet, đầu đội mũ lông vũ hai chùm, tay cầm quyền trượng was, biểu tượng ankh và rìu/giáo. Trên các phù điêu tại đền Hibis, ngôi đền được bảo tồn tốt nhất có niên đại từ thời Ai Cập thuộc Ba Tư, Sopdu lại được mô tả dưới dạng mình người đầu chim.
Là vị thần bảo hộ vùng biên cương phía đông, như danh hiệu "Lãnh chúa phương Đông", Sopdu bảo vệ Ai Cập khỏi sự xâm lăng của các vương quốc Cận Đông cũng như các mỏ ngọc lam và đá malachit ở Sinai. Ở vùng Gebel el-Silsila, trong đoàn diễu hành của Osiris, Sopdu được gọi với danh hiệu khá mơ hồ, "Người thống trị hỗn mang, khắc chế mọi nỗi sợ", có lẽ nói đến sự hiện diện của ông tại những vùng khắc nghiệt như sa mạc, nơi người dân đang cầu khẩn sự bảo hộ của ông.
Sopdu có vợ là Khensit, một nữ thần nơi thiên đàng, thường xuất hiện dưới hình dạng giống cặp nữ thần Isis-Hathor.

## Tôn thờ

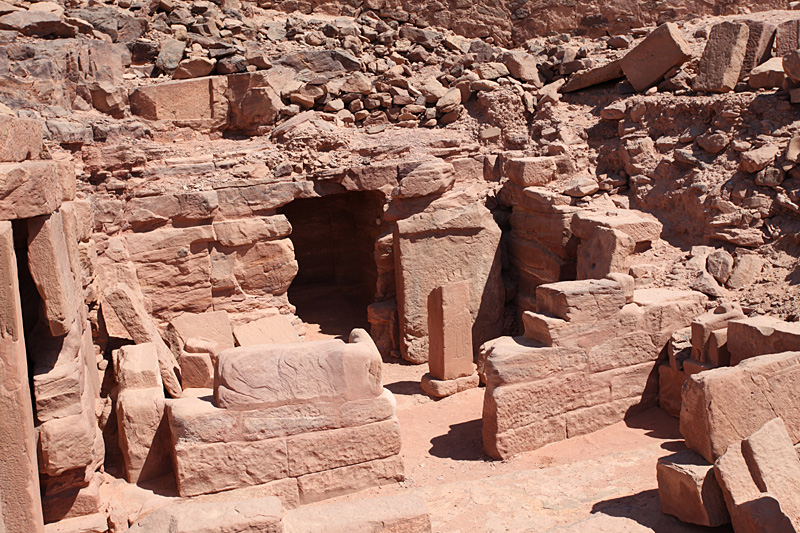
Nhà nguyện của Sopdu tại đền Hathor (phía nam Sinai)

Ngay từ thời kỳ các triều đại đầu tiên, Sopdu đã được biết đến rộng rãi. Một lễ hội dành cho ông được diễn ra vào năm thứ 7 triều vua Semerkhet (Vương triều thứ 1), được ghi lại trên một mảnh ostracon chép biên niên sử tại Cairo. Một cái tô đá tại Helwan cũng của Semerkhet có ghi cả tên của Sopdu.
Đầu Vương triều thứ 2, Sopdu cũng được nhắc đến trên khá nhiều cổ vật còn sót lại. Một con dấu của Hetepsekhemwy tại Saqqara thuộc về tư tế của Sopdu có tên Perneb. Một bình đá dưới Kim tự tháp Djoser thuộc về Perenka, tư tế khác của Sopdu. Tư thế thứ ba của ông không rõ tên, có lẽ sống cùng thời kỳ với hai tư tế trước, được biết đến qua một mảnh ostracon tìm thấy ở xa hơn về Abydos.
Trung tâm thờ tự chính của Sopdu và Khensit là tại Per-Sopdu, nome thứ 20 của Hạ Ai Cập (nay là làng Saft el-Hinna, tỉnh Sharqia) thuộc vùng đồng bằng phía đông sông Nin, mặc dù vậy cũng có những ghi chép cho thấy ông còn được thờ phụng đến tận vùng Serabit el-Khadim (phía tây nam Sinai).
Sopdu được thờ cúng đến tận thời kỳ Vương quốc Ptolemy. Ở Edfu, Sopdu được biết với danh hiệu "Người kế thừa miền đất ngoại bang", dễ dàng giải thích vì ông còn được sùng bái đến tận Nubia. Trong khu thánh điện tại đền Hibis, Sopdu được gọi với tôn hiệu là "Lãnh chúa vùng Sa mạc", có lẽ là sa mạc xung quanh Hibis.

## Hình ảnh

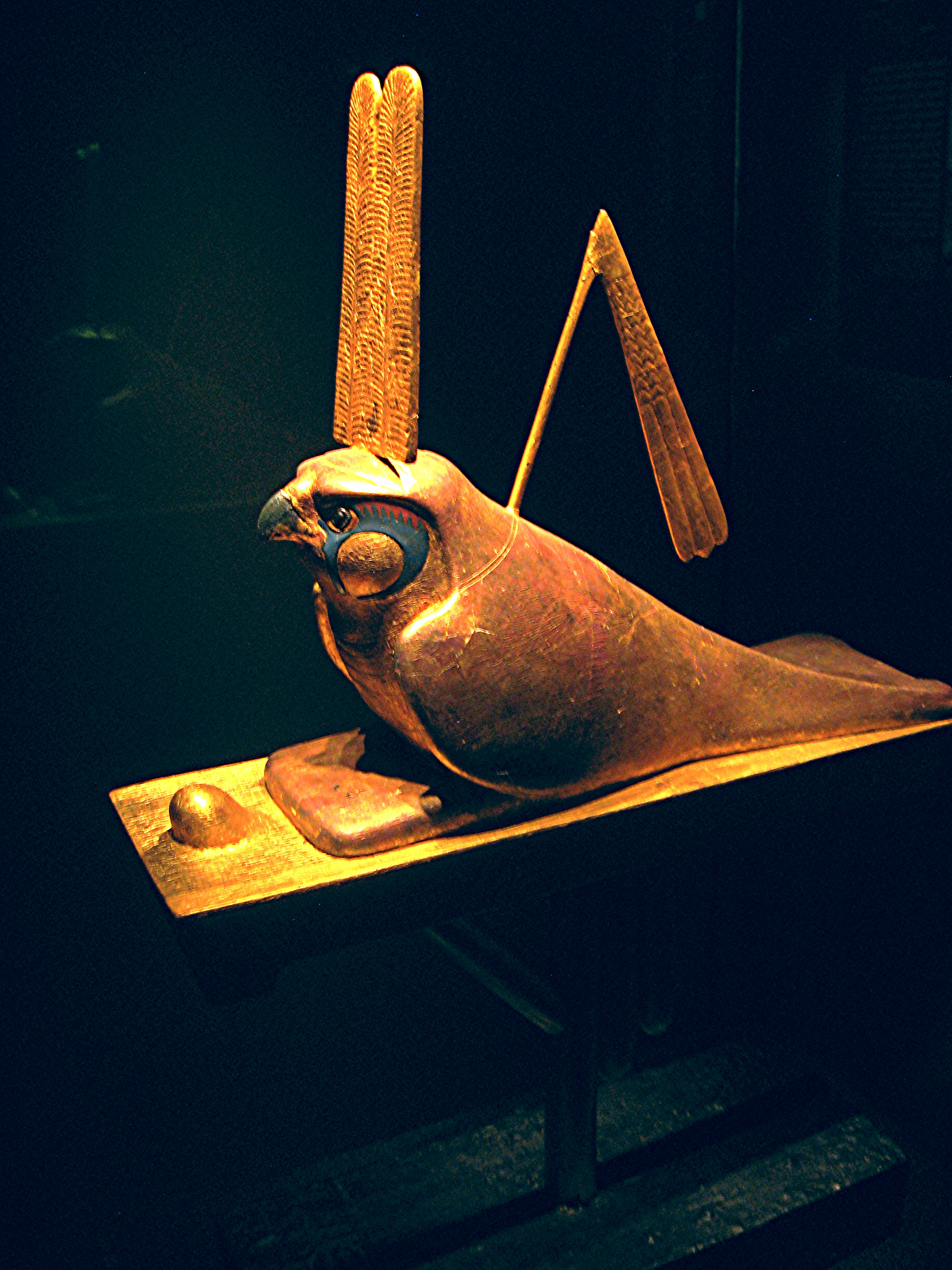
Tượng chim ưng dát vàng, hiện thân của Sopdu, trong hầm mộ KV62 của Tutankhamun
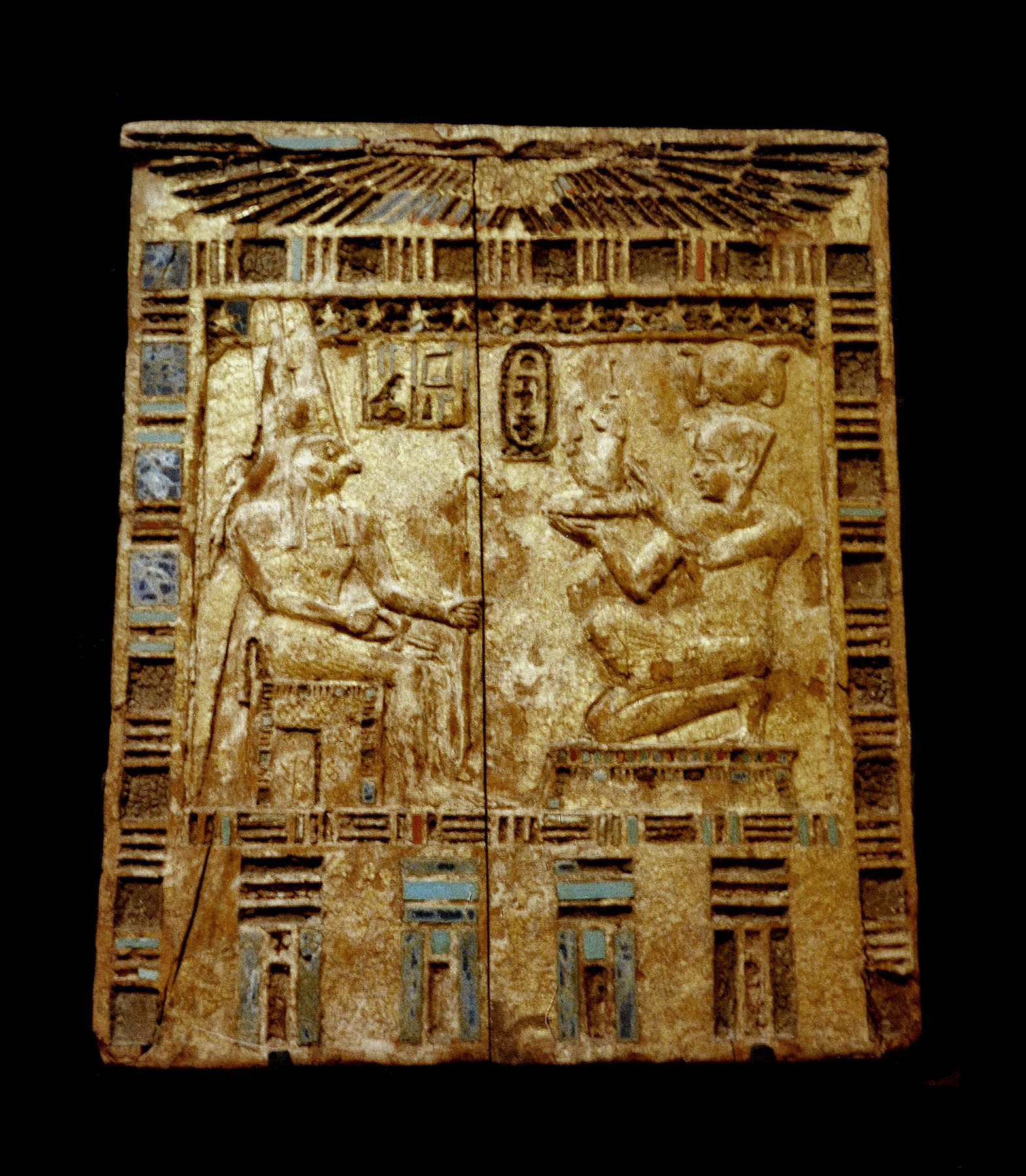
Ahmose II bái lễ Sopdu trong hiện thân mình người đầu chim (phù điêu gỗ dát vàng, bảo tàng Louvre)